# Grytgöl (Kristdala socken, Småland)
Grytgöl är en sjö i Oskarshamns kommun i Småland och ingår i Virån-Emåns kustområde.